# Зарайское (Ивановская область)
Зарайское — село в Пучежском районе Ивановской области России. Входит в состав Затеихинского сельского поселения.

## География
Село расположено в восточной части Ивановской области, в зоне хвойно-широколиственных лесов, на правом берегу реки Ячменки, при автодороге 24Н-248, на расстоянии приблизительно 13 километров (по прямой) к западу от города Пучежа, административного центра района. Абсолютная высота — 112 метров над уровнем моря.

### Климат
Климат характеризуется как умеренно континентальный, с умеренно холодной снежной зимой тёплым влажным летом. Среднегодовая температура воздуха — 2,6 °C. Средняя температура воздуха самого холодного месяца (января) — −12,1 °C (абсолютный минимум — −39 °C); самого тёплого месяца (июля) — 17,7 °C (абсолютный максимум — 30 °С). Безморозный период длится около 139 дней. Годовое количество атмосферных осадков — 658 мм, из которых 417 мм выпадает в период с апреля по октябрь. Снежный покров устанавливается в третьей декаде ноября и держится в течение 145 дней.

### Часовой пояс
Село Зарайское, как и вся Ивановская область, находится в часовой зоне МСК (московское время). Смещение применяемого времени относительно UTC составляет +3:00.

## История
В селе было 2 церкви: теплая церковь, построена из кирпича в 1767 году, освящена в честь Николая Чудотворца. В 1831 году рядом с теплым храмом возвели более крупную каменную летнюю Успенскую церковь с колокольней(.
В XIX — первой четверти XX века село входило в состав Горбунихинской волости Юрьевецкого уезда Костромской губернии, с 1918 года — Иваново-Вознесенской губернии.
Зарайская церковно-приходская школа основана в 1885 году. 
С 1929 года село входило в состав Горбунихского сельсовета Пучежского района Ивановской области, с 1954 года — центр Зарайского сельсовета, с 2005 года — в составе Затеихинского сельского поселения.
До 2013 года в селе действовала Зарайская основная общеобразовательная школа. 

## Население
| 1872 | 1897 | 1907 | 2002 | 2010 |
| ---- | ---- | ---- | ---- | ---- |
| 70   | ↘57  | ↘21  | ↗338 | ↘230 |

### Национальный состав
Согласно результатам переписи 2002 года, в национальной структуре населения русские составляли 100 % из 338 чел..

## Инфраструктура
В селе имеются фельдшерско-акушерский пункт, отделение почтовой связи.
С 2017 г. село газифицировано (пущен газ в газопровод Илья-Высоково – Зарайское – Затеиха).

## Экономика
- Сельскохозяйственный производственный кооператив (СПК) «Зарайское»

## Достопримечательности
В селе расположена недействующая Церковь Николая Чудотворца (1767).

## Транспорт
Автобусное сообщение производится (не во все недели) с центром района — городом Пучеж. От д. Раздирашки можно доехать до г. Иваново (рядом с деревней проходит автодорога Пучеж — Иваново). От ост. Поползуха можно доехать до г. Нижний Новгород. C автостанции г. Пучеж можно доехать до других населенных пунктов пригородного или междугороднего сообщения (Кинешма и Юрьевец).